# Haven, Kansas
Haven är en ort i Reno County i Kansas. Vid 2010 års folkräkning hade Haven 1 237 invånare.